# 婚宴

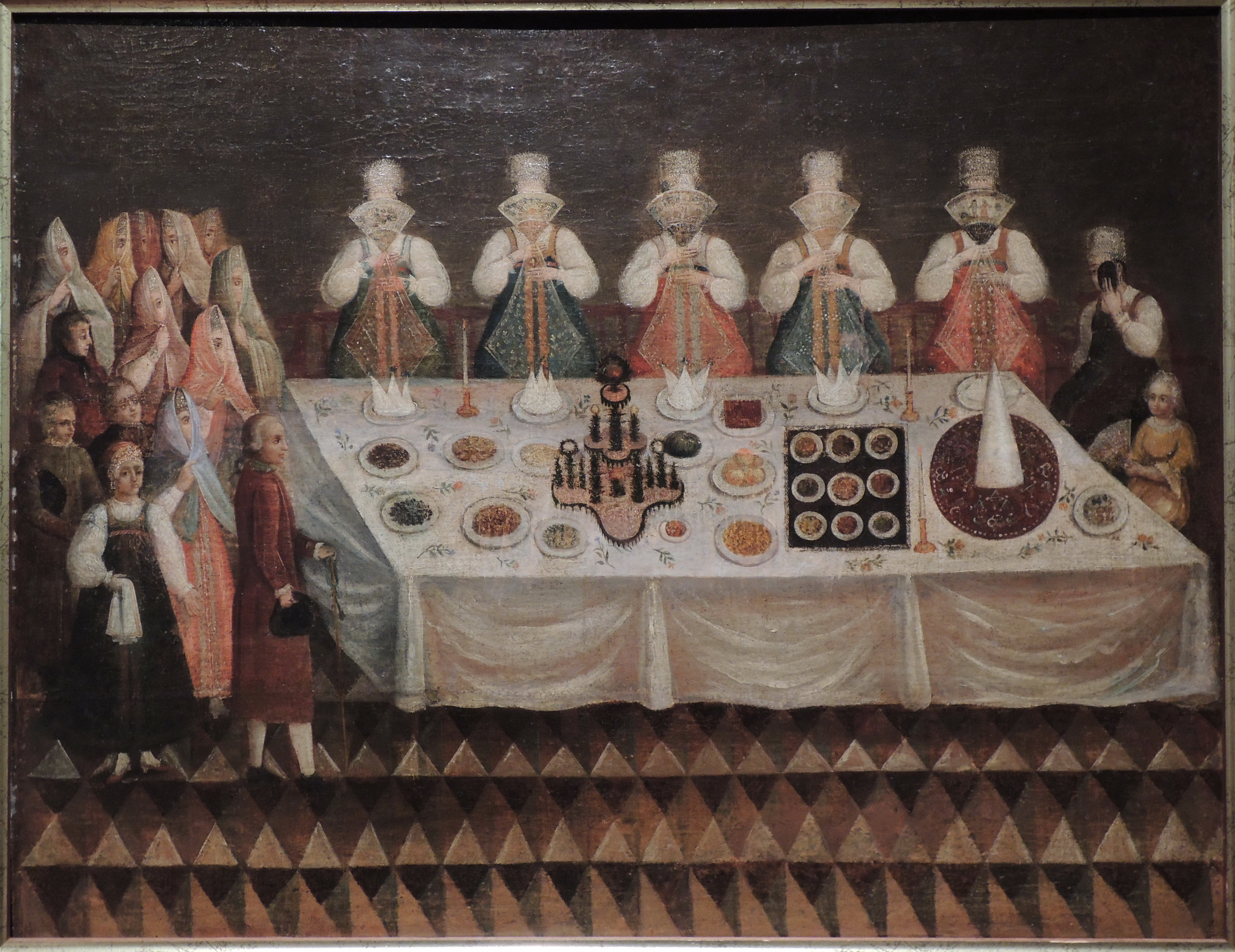
婚宴

婚宴是指為了慶祝結婚而舉辦的宴會，在華人社會通常稱作喜酒或囍宴，而歐洲社會多稱婚宴。這種在結婚之後舉辦宴會的傳統，在世界大部分的文化中都可以見到，然而其內容則有很大的差別。

## 中國婚宴
古代中国婚礼、正式婚宴均设在新郎家中，当代中国广大农村地区依然如此。而现代中国城市居民的婚宴一般在婚礼后于酒楼或酒店举行，入席后出席婚礼的主人与主客会致词；有些婚礼会请婚礼司仪带领整个婚宴流程，通常还会有戏弄新人的环节，源自古代习俗「闹洞房」。于酒楼举行婚宴时，部分地区会将新人喝合巹酒之婚俗礼仪挪至此时进行。
不管古代或现代，婚宴菜品之中常有大枣、莲子、桂圆，都是取其谐音，暗祝新人早生贵子；菜品也多取吉祥之名，如「百年好合」（即附有莲子百合的红豆沙）、「美点双辉」（即两款中式糕点），以讨口彩、吉利。上菜方面，中国大陆婚宴，会一次过上菜；香港婚宴，欲以每道主菜、饭面、「百年好合」、「美点双辉」连同水果分批上菜。另外，部分地区的婚俗礼仪是来宾不在参加婚礼入门时送贺礼，而是于婚宴时给，例如在香港，宾客的贺礼一般在参加婚宴时交给主人家；在台湾则是于婚宴举行前给主人家。
中国大陆的婚宴通常是「五时恭候，六时入席」或「五时恭候，七时入席」，香港的婚宴通常是「五时恭候，八时入席」。婚宴上一般不能随便自由入席、离席，必须等第一席的全部吃完了(先吃完的人要把筷子架在自己用的汤匙上表示等候他人的意思)，其他人才可离开。部分地区有主人燃放散席的鞭炮后众人才能离席，散席时乐师也要一齐奏乐的婚俗礼仪。若婚礼上有人意外失手打碎杯碗瓢盆，须收集残片，放入臼里中心处，象征破了又圆，以辟厄运。
在近代至現代中國大陸，众人入席后并不能马上动箸进馔，而必须先完成一系列婚俗礼仪，包括：参厨、祭灶、出厨。旧时传统中式婚礼中，只要经济条件许可，一般人家必有婚宴上赏戏这一婚俗礼仪。尽管因地域不同而有很多地方戏曲剧种，但婚礼中上演的一般均为“跳加官”、“福禄寿”、“三星送子”，和由其演变而来的当地乡土剧种中的相近曲目。

### 現代婚宴儀式
来宾贺词：来宾向新人及其家族贺喜。民国以降提倡男女平等；解放後禁止封建包办婚姻，所以中式婚礼上，经自由恋爱而结婚的新人在婚宴上于来宾贺词后，也向大家介绍恋爱经过，此俗延续至今。
- 台灣在參加婚宴時，在禮金台交附紅包，紅包上需寫下婚禮祝福賀詞 （页面存档备份，存于），表達對結婚新人的祝福。

- 献茶：喜宴后，新娘给公公婆婆和男方的长辈倒茶， [6]部分地区献茶礼会扩展至贺喜的亲友。[7]长辈接受新妇拜奉的茶时要在茶盘内压上红包作为赏钱。[7]新媳向公婆献茶时需跪着献茶，[8]而拜茶所得的红包钱照例尽归新娘私有。[9]婚礼为三日举行时，献茶礼多会于婚宴后第二日举行。
- 送客：婚宴结束后客人离开时新人需站在门口送客。[10]并非所有客人都会离开，部分宾客会留下参与闹洞房。

### 婚宴席位
旧时传统中国婚宴十分注重席位之次序，因为其反映了封建礼教之长幼尊卑。婚宴的席位安排皆以拜堂时的神龛香案为准，依此设上席、下席、首席、次席：背靠神龛香案，面对屋门为上座。面对神龛香案，背靠屋门为下座。神龛香案之左为大，之右为小，即面对神龛香案时，神龛香案之右为大，之左为小。根据传统中式民居一般坐北朝南之布局，神龛香案设于北墙，坐北面南，所以坐北面南为尊；坐东面西次之；坐西面东再次之；坐南面北为下。每席人数为10至12人或更多，但忌讳单数，以免咒新人触霉头单身。婚宴来宾中，尊者(如新人父母、祖辈)和媒人坐上席，其桌必须距神龛香案最近(无神龛香案时，其桌必须距礼台最近)，其余客人依次坐二席三席等。同桌时，尊者坐上席，次尊者坐下席，其余客人坐陪席。上菜时须从首席开始。如有“恕不尊位”之字条，则不必派席次座次。

## 婚宴菜品
婚宴菜品不能随便增减，茶肴数目多为双数，最低不能少于四道，寓意婚姻四平八稳。由于大部份方言中四谐音死，家境清贫之户的婚宴茶肴数目也多超过四道，但以方言为主的经济欠发达地区则无此禁忌。婚宴茶肴数目一般为六道、八道、十道、十二道：六道菜代表六六大顺、八道菜代表发财（八谐音发）、十个菜意味十全十美、十二道则是一年十二月，月月都幸福。同每桌席位一样，婚宴茶肴数目一般也不能是单数，为的也是避免触霉头单身，但唯一的例外是九（谐音久），九道菜代表天长地久。和年夜饭一样，婚宴茶肴中也必须有鱼，代表年年有余，而且鱼菜也必须是作为压尾的荤菜。典型的中國大陸婚宴茶肴一般为：
1. 开胃菜：多为凉菜冷盘。
2. 汤品：一般南方开席即上汤，但北方多为婚宴进行到一半时上汤。部分地区称汤品“子孙汤”，或“喜汤”；饮此汤时，新娘略啜一口后会被问“生不生”，新娘要答“生”，寓意早生贵子。[12]
3. 兽肉类荤菜：猪(很多地区为乳猪 全体)、牛、羊肉。部分地区有新娘或新郎需夹块肉掷于床下的婚俗，据民间信仰说是喂虎狼鬼怪，用来保证日后生育子女能顺利养活。[12]
4. 禽肉类荤菜：鸡、鸭、鹅、鹌鹑、鸽子和燕窝。必须有鸡，象征吉祥。
5. 水产类荤菜：除了鱼以外的水产，如虾、蟹、参、贝、鱿、鲗和鱼翅。
6. 喜面：例如伊面，各种面条都象征长寿。不少地区如西部和西北部以面食为主食的地区婚宴上只供新人一碗面，碗里只有一根面条，新人分别从两端吃起，直吃到中间时嘴对嘴合二为一，寓意长长久久、百年好合。[13]
7. 馒头、包子、饺子、馄饨。带馅的面食中一般需馅中含有花生，以祝新人早生贵子。米饭一般不能算作当婚宴菜品的主食，但炒饭除外。大部分以面食为主食的北方地区于婚宴一开始，新人必须先吃一大口馒头，象征夫妻以后必有满口福之意。[14]很多地区当新人吃饺子时，会煮得半生不熟，问新人：“生不生?”新人答：“生!”以寓意“早立子”。[15]
8. 素菜。
9. 鱼菜：例如鲤鱼和 石斑，须为全鱼。部分地区有同吃年夜饭一样，不能将鱼吃完，必须剩下一些的婚俗礼仪，以象征年年有余。
10. 点心：一般为餐后甜点，如杏仁豆腐、糖水西米、汤圆、粥品和水果等。部分地区于新人吃甜点时要有人在旁问“甜不甜?”，新娘要答“甜”，因“甜”谐音“添”，即生育。
11. 果品：一般为多子的石榴、西瓜代表多子，杨梅、蜜桃代表今后生活甜蜜美满。
12. 茶：由于古代受科学技术水平的限制，茶树一般不宜移栽，故大多采用茶籽直播种茶。由此茶被赋予了婚姻中的从一之意。[16]婚前礼三书六礼之首礼纳采中即包括了茶礼，而婚宴也借端茶送客之仪提示众人婚宴要结束了。

婚宴菜品多少随经济条件增减，例如为十道时北方多取消果品和茶，为九道时内陆地区多会再减去除了鱼以外的水产荤菜。为八道时北方多为再减去餐后甜点，为六道时多为再减去开胃菜和汤品，为四道时多为再减去主食和一道荤菜，只保留一荤一素，喜面和鱼菜。旧时农村婚宴的菜品往往会多于十二道，有十四道，十六道，十八道，二十道，甚至三十二道之多，其原因是同一种原料用不同做法烹出的各式菜肴均归类为同一道菜，但由于现代化生活节奏加快和城市化，此俗现多只存在于农村，城市中只有极少残留，肇因城市里当代中式婚礼多于酒店举行，每道菜即便是使用同样食材也都会分别单独挂账计价。

## 西方婚宴
在西方，婚宴通常是在婚禮結束之後舉行。
大部分的西方國家中，在吃了極為豐富的一餐後（傳統上是由新娘家來支付費用），出席婚禮的人會致祝福詞。傳統上致詞的人包括有新娘的父親、伴郎，最後是新郎。在現代美國婚宴中，致詞者通常是伴郎和伴娘。
致完祝福詞後若有舞會，通常由新人開舞。以前常用華爾滋配樂，現在也常見浪漫的流行音樂，或其它風格的音樂。
婚宴舞會會有一些特別的習慣——比如說在第一支舞之後，新郎會帶著新娘到她的父親那邊，讓他們跳一下支舞。第二支舞舞結束後，賓客們會被邀請一起下場跳舞。宴會在互相敬酒與慶祝中進行，一直到新人們坐上一輛被他們的朋友「裝飾」過的車子離去為止。
結婚傳統在各個文化之間的差異很大，甚至在同一個國家中的不同地區也是如此。以下列舉一些不同的傳統：
錢舞：指賓客會付小額數量的錢來和新娘或新郎跳舞。在某些文化中，這些錢會被釘在新娘所穿著的一件特別圍裙上。有些文化則是由朋友來收集這些錢，有時他們會在每個客人付錢的時候給他們一小杯酒。這種傳統在美國中西部很普遍，然而在其他地區則被認為俗氣。
丟出新娘的花束和襪帶：新娘會將手上的花束往後面所有在場的單身女性丟去，誰接到了花束就會被認為是下一個結婚的人。新郎則會當場將新娘的襪帶褪下後（通常這麼做是為了娛樂賓客），將新娘的襪帶丟向所有的單身男性，誰接到了襪帶就會被認為是下一個結婚的人。有時候，接到襪帶的男性要將襪帶穿到接到花束的女性身上。有時候那個襪帶則是由抽籤的方式出售，而非用丟的。在美國的某些地方，這種行為則會被認為俗氣。
敲玻璃杯：賓客會在用餐期間敲玻璃杯（通常是使用湯匙）引起大家的注意，然後請求新人們站起來接吻。有時候新人則會準備好鈴鐺以代替敲玻璃杯。